# Paleopatologia

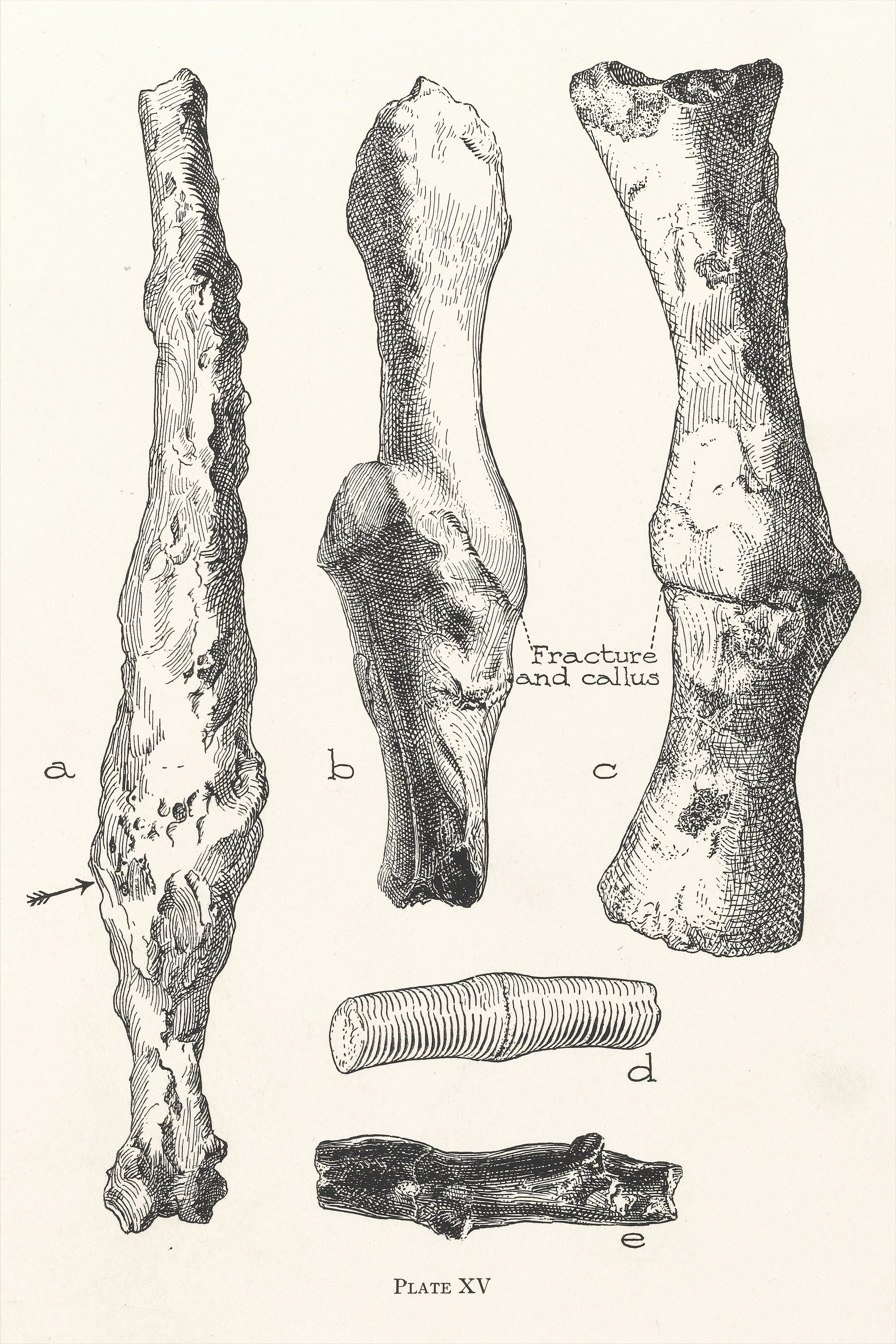
Ossos alterados por fatores patológicos

Paleopatologia  (do grego: palaiós - antigo + páthos - sofrimento, doença + lógos, estudo) é o estudo das doenças em sociedades do passado e envolve um esforço multidisciplinar, principalmente no campo da história da medicina .  
A paleopatologia é uma disciplina científica que objetiva duas linhas de evidências: primária e secundária. A primeira inclui restos esqueléticos, tecidos mumificados e estudos clínicos de condições patológicas. As fontes secundárias abrangem representações iconográficas, documentos, materiais não primários recuperados arqueologicamente e informações etnográficas de grupos tradicionais vivos .
A "paleopatologia" é frequentemente definida como "o estudo das doenças antigas," uma caracterização aparentemente elegante e simples, que, no entanto, exige uma clarificação dos termos "doença" e "antigo". A "doença" é geralmente definida como “uma deterioração da saúde ou uma condição de funcionamento anormal”. Portanto, os paleopatologistas estudam não apenas doenças infecciosas, mas também uma infinidade de outras condições que afetam a saúde – por exemplo, artropatias (doenças das articulações); anomalias congênitas; distúrbios circulatórios, endócrinos, de crescimento (displasias), hematológicos e metabólicos; patologias orais; condições neoplásicas; e traumas.
O termo "antigo" pode sugerir que a paleopatologia se concentra exclusivamente em contextos arqueológicos e históricos. No entanto, isso não é verdade. Atualmente, um crescente número de paleopatologistas tem demonstrado que o estudo de doenças em contextos mais recentes pode informar a ciência médica contemporânea. Por exemplo, a perda óssea em materiais do século XIX e mais antigos tem sido estudada para avaliar se a perda anormal de massa óssea (osteopenia) e a perda óssea que leva ao aumento do risco de fraturas (osteoporose) são fenômenos muito recentes, atribuíveis aos estilos de vida contemporâneos, ou se o padrão atual tem raízes no passado distante .

## História da disciplina
A história da paleopatologia começa no século XIX, com uma fase descritiva em que médicos e antropólogos faziam observações isoladas de doenças antigas, muitas vezes trabalhando de forma amadora. Nesse período, pesquisadores buscaram compreender traumas e doenças, como o raquitismo e a sífilis, principalmente em ossos e múmias. No entanto, não havia ainda um método analítico consistente para estudar essas condições, e o foco principal era descrever lesões e doenças individuais sem uma abordagem populacional mais ampla.
No início do século XX, a paleopatologia entrou em uma fase mais analítica. Avanços tecnológicos, como o método de reidratação de tecidos mumificados, permitiram que pesquisadores estudassem de forma mais detalhada as múmias e os restos esqueléticos. Nessa época, doenças como esquistossomose e outras infecções foram identificadas em restos antigos. No entanto, a maioria das análises ainda se concentrava em diagnósticos clínicos em vez de considerações mais amplas sobre a saúde de populações antigas.
Entre 1930 e 1970, a paleopatologia começou a se integrar com outras disciplinas, como a paleodemografia, que estuda a saúde das populações ao longo do tempo. Nesse período, os estudos foram fundamentais para estabelecer a ideia de que a saúde deveria ser analisada em termos populacionais, e não apenas a partir de casos isolados de doenças. Nessa fase, a coleta de amostras estatísticas se tornou mais rigorosa, e a relação entre saúde, ambiente e sociedade começou a ser investigada de maneira mais abrangente.
A partir de 1970, a paleopatologia entrou em uma fase interdisciplinar, marcada pela colaboração entre antropólogos físicos, patologistas e outros cientistas. O uso de novas tecnologias, como a microscopia eletrônica e a espectrografia de emissão, permitiu análises mais detalhadas de ossos e tecidos antigos. Esse período também trouxe uma maior ênfase na integração de dados ecológicos e sociais para entender melhor como as doenças impactavam as populações antigas.

## Desafios
Os principais desafios da Paleopatologia incluem a dificuldade de diagnóstico diferencial devido à semelhança nas lesões esqueléticas causadas por diferentes doenças, e a falta de uma terminologia padronizada, o que dificulta comparações entre estudos. Além disso, há limitações na sensibilidade e especificidade das lesões ósseas, pois nem todos os indivíduos com uma doença desenvolvem marcas visíveis nos ossos. 
O paradoxo osteológico também complica a interpretação da saúde de populações antigas, já que a mortalidade seletiva e a fraqueza heterogênea afetam a amostra esquelética analisada. Outros desafios incluem o impacto de mudanças tafonômicas (alterações nos ossos pós-deposicionais) e a necessidade de uma abordagem interdisciplinar, integrando ciências biomédicas, sociais e humanas para avançar na compreensão das doenças antigas.

## Principais paleopatologias
As principais patologias ósseas e dentárias são observadas através de modificações visíveis nos ossos e dentes de remanescentes esqueléticos. Essas são resultantes dos desequilíbrios entre a reabsorção e a formação óssea, provocadas por fatores como estresse mecânico, doenças infecciosas, distúrbios hormonais, deficiências nutricionais e tumores.
No caso do trauma ósseo, as fraturas são uma das principais formas de patologia, ocorrendo quando o osso é submetido a forças anormais de tensão, compressão ou torção. As fraturas podem ser classificadas como completas, incompletas (fratura em galho verde), cominutivas ou compostas. Algumas fraturas, como as resultantes de traumas patológicos, ocorrem devido ao enfraquecimento prévio do osso por doenças como a osteoporose.

Modificação nas articulações ósseas por fatores de osteoartrites

Já a artrite, a inflamação das articulações, pode ser causada por trauma ou infecção. A osteoartrite é uma das formas mais comuns, resultando na destruição da cartilagem articular e na formação de osteófitos ao redor das articulações, muitas vezes associada ao envelhecimento.
Outros tipos de patologia infecciosa é a osteomielite, uma inflamação óssea causada por bactérias que afetam principalmente os ossos longos e podem levar à formação de cloacas, através das quais o pus é drenado. A periostite é uma inflamação do periósteo, geralmente causada por infecções ou traumas. Outras doenças infecciosas incluem a tuberculose, que pode causar a destruição de ossos, e as infecções treponêmicas, como a sífilis, que afetam o esqueleto, deixando sinais como a Caries sicca e modificando ossos, tal qual a tíbia em sabre.

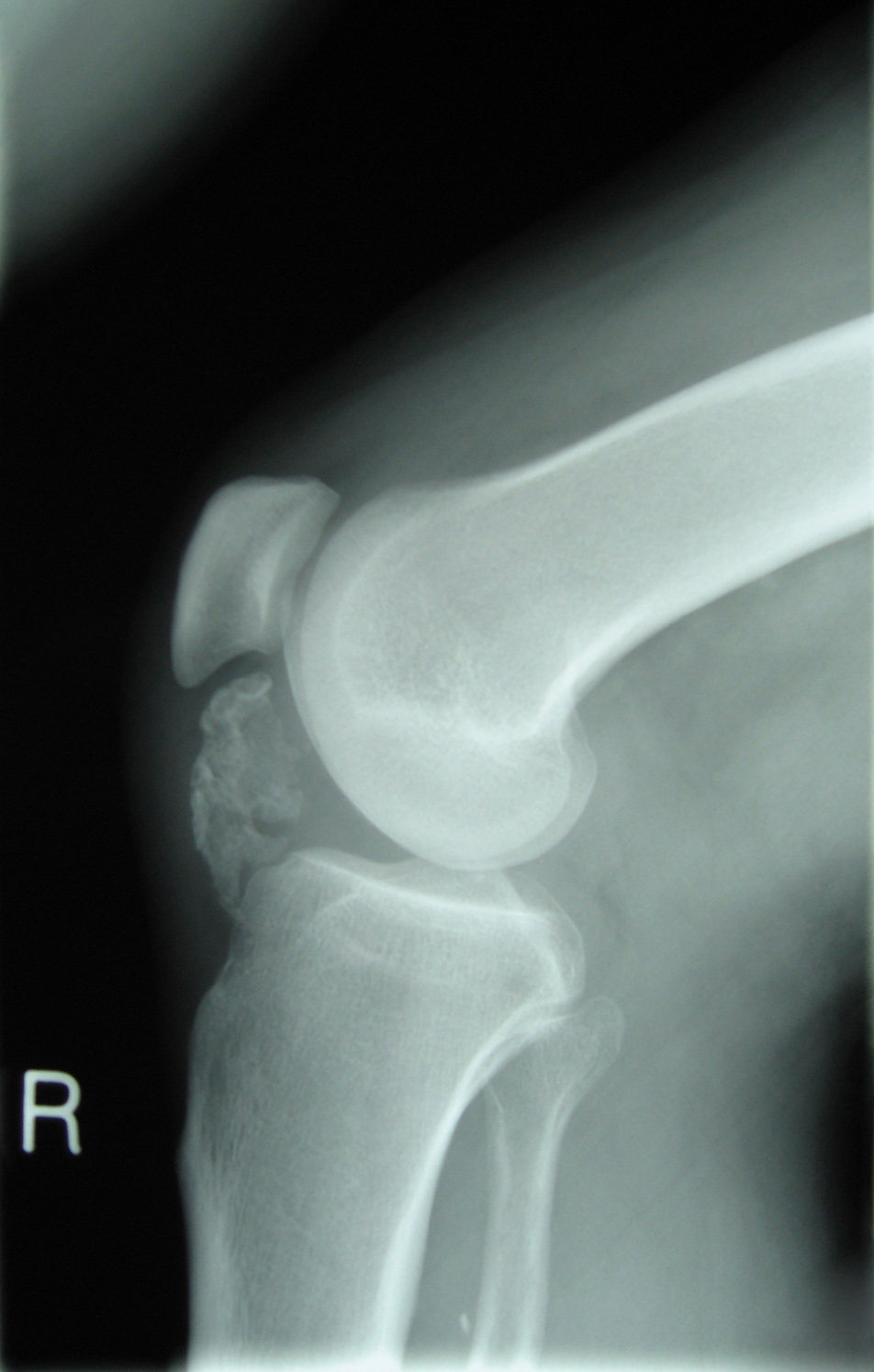
Raixo X demonstrando presença de Osteocondroma

Distúrbios circulatórios também podem causar manifestações patológicas nos ossos. A anemia, por exemplo, pode levar ao surgimento de lesões cranianas como a hiperostose porótica, que resulta na aparência esponjosa dos ossos devido à expansão das áreas de medula hematopoiética. Deficiências nutricionais, como a falta de vitamina C e vitamina D, causam doenças como o escorbuto e o raquitismo, que levam a deformidades ósseas. A osteoporose, caracterizada pela perda de densidade óssea, é comum em idosos, especialmente em mulheres pós-menopausa.
Os tumores ósseos também são uma patologia significativa. Os sarcomas osteogênicos são comuns, assim como os osteocondromas, tumores benignos que surgem nas linhas epifisárias.
As patologias dentárias incluem a cárie dentária, caracterizada pela progressiva desmineralização do esmalte e da dentina, muitas vezes associada à presença de placa bacteriana e uma dieta rica em carboidratos fermentáveis. A hipoplasia dentária é uma condição resultante de distúrbios no desenvolvimento do esmalte, causada por estresse metabólico. A periodontite, ou doença periodontal, afeta o tecido ao redor dos dentes, levando à perda óssea alveolar e formação de abscessos. Por fim, o cálculo dentário, ou tártaro, é a placa mineralizada que se acumula na superfície dos dentes.

## Paleopatologia no Brasil
A paleopatologia no Brasil enfrenta desafios significativos, principalmente devido à difícil preservação de remanescentes biológicos em regiões tropicais e subtropicais e, por essas condições, existe um limite na quantidade de material disponível para pesquisa. Apesar de existir contribuições pioneiras, como as de Salles Cunha nos anos 1950 e alguns trabalhos de antropólogos físicos, essa área de estudo permanece subdesenvolvida, com exceção da paleoparasitologia, que ganhou mais destaque. 
A partir da década de 1980, houve um aumento na produção científica voltada para o estudo de doenças em populações antigas, com a bioarqueologia contribuindo para o conhecimento sobre a saúde e doença dessas populações. Exemplos incluem as investigações sobre esqueletos de diversos sítios arqueológicos . No entanto, a falta de conhecimento arqueológico e a escassez de informações sobre certos períodos históricos dificultam a construção de modelos teóricos mais completos.
Entre as identificações paleopatológicas no Brasil, predominam lesões ósseas e dentárias de natureza degenerativa e traumática. Esses achados são usados para formular hipóteses sobre hábitos alimentares, padrões de atividades físicas, e impactos relacionados ao uso de ferramentas e transporte de cargas. Lesões mais raras, mas de grande interesse, incluem as de origem infecciosa, como osteomielites, periodontites e sinais de infecções específicas, como tuberculose, hanseníase e treponematoses.
Outro campo de destaque é a antropologia dentária, que trouxe informações valiosas sobre a economia e a dieta das populações indígenas pré-históricas do Brasil. O aumento de cáries dentárias devido ao consumo de alimentos cariogênicos menos abrasivos é um exemplo claro das mudanças nos padrões de saúde oral, principalmente entre grupos horticultores. Estudos sobre a saúde oral dessas populações ajudam a traçar comparações entre grupos com diferentes estratégias econômicas e dietas.
Apesar de algumas evidências sugerirem que doenças como tuberculose e treponematoses possam ter se originado no continente americano, esse debate continua em aberto, apesar dos avanços nas últimas décadas. Estudos adicionais são necessários para confirmar essas hipóteses, especialmente devido à falta de observações sistemáticas em certas áreas do país.